# Гордана Перкучин
Гордана Перкучин (Нови Кнежевац, 7. мај 1962. Нови Кнежевац СФРЈ) је бивша југословенска и српска стонотенисерка. Освајачица је бронзане медаље на Олимпијским играма 1988. године.

## Биографија
На Олимпијским играма у Сеулу 1988. у пару са Јасном Фазлић освојила је бронзану медаљу. На наредним Олимпијским играма у Барселони 1992. наступила је под олимпијском заставом као члан Независног олимпијском тима, јер због санкција репрезентативци Југославије нису могли играти под својим именом и својом заставом. Испала је у предтакмичењу.
У пару са Јасном Фазлић постала је првак Европе на Европском првенству 1992. у Штутгарту.

## Приватни живот
У сродству је са бившим министром у Влади Србије и некадашњим атлетским репрезентативцем, Александром Поповићем. Српкиња је православне вероисповести (крсна слава Перкучина је Свети Никола).